# Зеркало (сатиричний журнал)
Зеркало — ілюстрований гумористично-сатиричний журнал народовців у Львові. Виходив 1882–83, 1886, 1889–93, 1906–08 (від липня 1883 до 1885 під назвою «Нове зеркало») у Львові двічі на місяць. Видавцями і редакторами були К. Устиянович, В. Нагірний, К. Левицький, Є. Олесницький, В. Левицький, І. Криловський, О. Дембіцький, Г. Іванів, І. Кульчицький.

На сторінках часопису критикували москвофілів та їх видання «Слово» і «Пролом», висміювали плазування частини української інтелігенції перед польською шляхтою, викривали виборчі махінації.
Серед авторів були Іван Франко (псевдоніми Мирон, Живий, Не-Давид), В. Коцовський, І. Грабович, С. Яричевський, В. Масляк, С. Руданський, Б. Грінченко, Я. Щоголев, В. Самійленко, П. Думка, О. Маковей та ін.